# 爆乳戦隊パイレンジャー (曲)
「爆乳戦隊パイレンジャー」は爆乳戦隊パイレンジャーのシングル。ジョリー・ロジャーから2009年1月28日に発売された。

## 概要
軽快な曲調のヒーローソングとなっているが歌詞には「パイ」を連呼するなど、胸を強調したものとなっている。

## 収録曲
1. 爆乳戦隊パイレンジャー [3:54]
  - 作詞・作曲・編曲：Koma2 Kaz
  - エースデュース発売のオリジナルビデオ ｢爆乳戦隊パイレンジャー｣ オープニングテーマ

女子プロレスデビューを果たした愛川ゆず季の入場曲として使用された。
2. ピンクのソーダ [4:13]
  - 作詞：S.K.Line / 作曲、編曲：Koma2 Kaz
  - ｢爆乳戦隊パイレンジャー｣ エンディングテーマ
3. 爆乳戦隊パイレンジャー (カラオケバージョン) [3:50]
4. ピンクのソーダ (カラオケバージョン) [4:11]